# Лямін
Лямін (рос. Лямин) — річка у Росії, права притока Обі, тече у Ханти-Мансійському автономному окрузі.

## Фізіографія
Лямін утворюється злиттям річок Перший Лямін (справа; манс. Еминглеминг) і Другий Лямін (зліва; манс. Ехминглеминг) на північному заході Сургутського району Ханти-Мансійського автономного округу на висоті 52 м над рівнем моря; за 10 км нижче цього місця в Лямін зліва впадає його найбільша притока Третій Лямін (манс. Мевтинглеминг). Усі три річки беруть початок на висоті 120–140 м у болотах на вододільній височині Сибірських Увалів, яка тягнеться на північ від Середньої Обі паралельно її руслу.
Лямін тече по заболоченій тайговій місцевості Західно-Сибірської низовини у південному і південно-західному напрямку; русло дуже звивисте з безліччю меандрів. Лямін впадає в Об біля села Ляміна, за 90 км на захід від Сургута; місце впадіння знаходиться на висоті 24 м над рівнем моря.
Перший, Другий та Третій Ляміни течуть по дуже заболоченій місцевості, майже суспіль покритій великою кількістю озер різного розміру. Ця озерно-болотяна низовина продовжується на південь по лівому берегу власне Ляміна до самої Обі; з цих боліт в Лямін стікають численні дрібні притоки. Правий берег Ляміна підвищений, з пагорбами висотою до 80–100 м. Ця височина є вододілом, що обмежує річковий басейн, тому справа в Лямін впадають лише малі струмки довжиною не більше кількох кілометрів.
Річка Третій Лямін — єдина значна притока Ляміна — впадає в нього у верхів’ях за 10 км від початку. З багатьох правих приток середньої і нижньої течії найбільша Юмаяха, решта — Рас’юган, Туяун, Амкуяга та інші — незначні.

## Гідрологія
Довжина річки 420 км, площа басейну 14 000 км². Середньорічний стік, виміряний за 166 км від гирла біля поселення Горшково у 1951–1990 роках, становить 100 м³/с. Багаторічний мінімум стоку спостерігається у березні (34 м³/с), максимум — у червні (240 м³/с). За період спостережень абсолютний мінімум місячного стоку (22,4 м³/с) спостерігався у березні 1969 року, абсолютний максимум (394 м³/с) — у травні 1976.

## Інфраструктура
Лямін судноплавний на 170 км від гирла до колишнього села Горшково.
Басейн Ляміна лежить повністю в межах Сургутського району Ханти-Мансійського автономного округу. За теперішнього часу єдиними постійними поселеннями на Ляміні є селище Горний у низов’ях і села Ляміна і Піщане поблизу гирла; малі села Горшково і Дарко-Горшковський, що існували у середній течії, були покинуті у 1970-ті — 1990-ті роки.
Починаючи з 1970-х років в околицях Ляміна відбувається розробка родовищ нафти і природного газу, зокрема Сахалінського і Каминського. Втім, ця діяльність мало вплинула на екологічне становище самого Ляміна, який залишається однією з найчистіших річок Ханти-Мансійського округу. Завдяки слабкому антропогенному впливу річка дуже багата рибою і користується великою популярністю серед місцевих рибалок-аматорів.